# Louis Prot
Pour les articles homonymes, voir Prot.
Louis Prot, né le 28 juin 1889 à Tonnerre (Yonne) et mort le 19 octobre 1972 à Longueau (Somme), est un homme politique français.
Membre du Parti communiste français, il a été maire de Longueau et député de la Somme.

## Biographie
Mécanicien à la compagnie des chemins de fer du Nord, il milite à la CGT dès 1916 et adhère au Parti communiste en 1922. 
Il est élu maire de Longueau en 1925, réélu en 1929 et en 1935. Il est également député de la 2e circonscription d'Amiens de 1936 à 1940 après deux échecs en 1928 et 1932. Durant son mandat, il se consacre essentiellement aux questions sociales.
Louis Prot est arrêté le 8 octobre 1939, accusé de « reconstitution de ligue dissoute », ayant adhéré au Groupe ouvrier et paysan français qui remplace le Groupe communiste à la Chambre. Déchu de son mandat le 21 janvier 1940, il est condamné le 3 avril 1940 par le 3e Tribunal militaire de Paris à cinq ans de prison, 4 000 francs d'amende et cinq ans de privation de ses droits civiques, pour infraction au décret-loi de septembre 1939. Transféré en Afrique du Nord, il est libéré après le débarquement allié en Afrique du Nord en 1943.
En 1945, il retrouve son siège de maire de Longueau qu'il conserve jusqu'en 1967. En juillet et août 1945, il est juré au procès de Pétain devant la Haute Cour de justice.
Il est de nouveau député de la Somme de 1945 à 1958. Au cours des années 1950, il est un des acteurs de l'affaire Prot, qui oppose entre eux des dirigeants locaux du PCF. Il se présente aux élections législatives de 1958 dans la 2e circonscription de la Somme mais est battu avec le rétablissement du scrutin uninominal à deux tours dit scrutin d'arrondissement, ce qui met fin à sa carrière parlementaire.